# Aplysinidae
Aplysinidae é uma família de esponjas marinhas da ordem Verongida.

## Gêneros
- Aiolochroia Wiedenmayer, 1977
- Aplysina Nardo, 1834
- Verongula Verrill, 1907